# Natrix natrix ssp. cetti
Natrix natrix ssp. cetti је подврста класе Reptilia која припада реду Squamata. 

## Угроженост
Ова врста је крајње угрожена и у великој опасности од изумирања.

## Распрострањење
Италија је једино познато природно станиште врсте.

## Станиште
Врста Natrix natrix ssp. cetti има станиште на копну.